# Grotte Amélineau
Pour les articles homonymes, voir Amélineau.
La grotte Amélineau (ou d'Amélineau) est une grotte située au lieudit Les Douzes, commune de Hures-la-Parade, en Lozère sur le causse Méjean.

## Hommage
Découverte en novembre 1980 par les spéléologues Daniel André et Serge Gailhac, elle est nommée en hommage au spéléologue André Amélineau, fondateur du spéléo-club de Meyrueis, décédé une dizaine de jours auparavant.

## Spéléométrie
Le développement de la cavité est de 120 m. La grotte, dont l'entrée s'ouvre en bordure de la route D996, est principalement constituée de deux salles décorées de fines stalactites dites fistuleuses.

## Géologie
La cavité s'ouvre dans les calcaires et des dolomies du Jurassique moyen et supérieur,

## Historique
La grotte a été découverte le 1er novembre 1980 à la suite d'un très violent orage qui avait alors raviné toute la région (les 20 et 21 septembre précédents). Deux jeunes spéléologues, Daniel André et Serge Gaillac, descendus dans la Jonte pour examiner les dégâts induits par les très fortes précipitations, s'étaient arrêtés pour examiner en face, côté Causse Noir, un éboulis résultant d'un fort ravinement provoqué par une masse d'eau qui paraissait être sortie du bas d'une falaise ; en se retournant, près de la voiture à l'arrêt, l'un des deux aperçut une fente qui semblait donner sur un vide ; il s'en échappait un courant d'air. Les deux spéléologues (des cousins) se mirent alors à creuser, avec les mains, puis, après un aller et retour chez eux, à Meyrueis pour aller chercher du matériel de désobstruction, ils poursuivirent leurs actions avec des outils adéquats... et ce jusqu'à la nuit tombante. Presque en panne d'éclairage (les lampes à carbure ne fonctionnaient plus, il ne leur restait qu'un faible éclairage électrique), ils purent finalement descendre dans un pertuis et arrivèrent dans une salle où leur faible lumière éclaira un spectacle incroyable ; en se tenant l'un contre l'autre, un seul possédant un éclairage, ils avancèrent fébrilement, ébahis par la merveille qu'ils venaient de découvrir ! L'un d'eux, croyant être en plein rêve, demanda à être pincé, ce qui fut fait !
Ils s'arrêtèrent ce jour-là face à un rideau de fistuleuses au travers duquel ils ne distinguèrent que du noir. Conscients d'avoir fait une découverte sensationnelle et revenus à Meyrueis vers 21h, ils téléphonèrent immédiatement à Jean-Michel Bourrel pour lui dire de venir le lendemain avec Alain Caubel (spéléologues de Millau), afin de continuer à quatre l'exploration ; ce qui devait se faire, cette fois-ci avec des luminaires performants.
Pendant que Daniel André et Alain Caubel effectuaient un relevé topographique, Jean-Michel Bourrel et Serge Gaillac prenaient des clichés ; une fois tous les quatre réunis, le franchissement du rideau de fistuleuses devait être tenté délicatement par Daniel André, à plat-ventre au travers des fistuleuses ; les trois autres spéléologues le suivirent.
Une grande salle merveilleusement concrétionnée fut alors découverte ; avant d'aller minutieusement examiner ses hauteurs dans le but de tenter de dépister une suite (en vain), une très grande fistuleuse de quatre mètres d'élévation se présenta à leurs yeux ébahis, isolée en face d'une coulée de calcite : Alain Caubel y souffla légèrement dessus et elle oscilla dangereusement pendant quelques minutes ! Heureusement, elle résista !
Au terme de ces deux jours d'exploration, la totalité de la grotte devait être reconnue (elle mesure à peu près 90 mètres de longueur projetée - et 120m de développement- pour une quinzaine de mètres de largeur). L'ensemble forme 3 salles. Les plus longues fistuleuses connues en Europe s'y trouvent.
Elle porte le patronyme d'Amélineau, du nom de la personne qui avait initié les jeunes à la spéléologie et qui venait tout juste de disparaître des suites d'un cancer.
C'est en son hommage que Daniel André a proposé à ses amis de donner son nom à la grotte.
Par la suite, des intrusions non contrôlées ont été faites qui ont conduit à faire chuter des fistuleuses qui rendaient délicat le passage du "rideau" ; même si l'on peut déplorer ces dégradations involontaires et presque inévitables, le résultat en a été qu'un cheminement "naturel" s'est inscrit qui a été retenu pour les visites que le propriétaire du terrain, Armand Pratlong, a prises rapidement en main en demandant aux spéléologues "inventeurs" de l'aider dans la gestion, ce qui a été fait dans la plus parfaite entente.
Des tentatives de dégagement de passages pour trouver une continuation à cette grotte ont été faites, à l'initiative de Daniel André, Serge Gailhac et Armand Pratlong.
Lors d'une phase délicate de désobstruction, par l'entremise du spéléologue gardois Michel Chabaud, le célèbre futur trio « Jean-Marie Chauvet, Christian Hillaire et Eliette Deschamps » est venu prêter main-forte les 29 octobre et 11 novembre 1994... peu de jours avant la fabuleuse découverte de la grotte ornée Chauvet (Ardèche) ; trop occupé par cette dernière grotte, le trio devait laisser aux inspirateurs du dégagement de la « suite » espérée le soin de continuer les travaux. L'aventure s'est malheureusement terminée en haut d'une cheminée haute de 5 m, excavée dans du remplissage non consolidé appuyé à la paroi bien en place ; en haut, une ouverture noire s'ouvrait sur un vide d'où l'on apercevait une concrétion et du sable siliceux (venu de la Jonte souterraine) ; le courant d'air était très abondant ; mais, devant la dangerosité des lieux, un retrait avait heureusement été décidé. Peu de jours après, à l'occasion d'une visite, il devait être constaté que la poussée des masses du remplissage avait tout colmaté... privant sans doute à jamais les spéléologues de la possibilité d'accéder à la suite probablement aussi vaste et belle que ce qui est connu.
La grotte Amélineau a fait l'objet de quelques publications et a été présentée dans quelques films à la télévision, notamment en 2002 dans l'émission de Nicolas Hulot, Ushuaia nature.
Sa gestion a été confiée par l'état à ses propriétaires, avec la collaboration des spéléologues inventeurs. Très peu de visites sont faites chaque année, en raison de l'extrême fragilité de ses concrétions ; en France, peu de sites lui sont comparables : seule la grotte de Choranche (Vercors) peut être citée ("spectacle" naturel de même niveau).

## Description
La grotte Amélineau se situe dans les gorges de La Jonte (Lozère), sur le flanc du Causse Méjean entre les villages de Meyrueis et Les Douzes, sur la commune de Hures-La Parade. 
Classée en 1990 (LR04104) parmi les sites de la Lozère (décret signé du premier ministre Michel Rocard), elle est incluse dans le périmètre du Parc national des Cévennes.
La grotte se présente comme un vaste couloir descendant d'une trentaine de mètres sous le niveau de la route, élargi à ses deux extrémités (distale et proximale) en deux salles richement ornées de fistuleuses.
Les fistuleuses de la première salle sont lisses, hautes d'environ 2 m; celles du couloir sont graduellement hautes (de plus en plus dès que l'on s'enfonce vers le Causse Méjean) ; un rideau de fistuleuses (de plus de 3 m de hauteur) semble barrer le passage ; derrière, la salle Maurice-Patras est le summum de la grotte, avec des fistuleuses frôlant ou dépassant les 4 m de hauteur.
De nombreuses bizarreries ont été observées dans la grotte, notamment de longues fistuleuses ondoyantes, d'autres disposées en biais ; certaines fistuleuses sont en aragonite (rarissime).
Une concrétion est presque unique: un empilement de "cymbales", du même type (mais en double) que celles, très célèbres, de la grotte du TM71 (Aude).
La grotte fait partie du réseau de la Jonte souterraine ; elle constitue le tout dernier étage fossile, au-dessus des drains actifs qui évoluent probablement une quarantaine de mètres sous les points les plus bas de la cavité ; les remplissages de cette dernière sont sans équivoque possible : les sables micacés, siliceux, schisteux, etc., ne peuvent avoir été introduits dans les conduites que par la Jonte quand cette dernière coulait, voici peut-être 500 000 ans, à son niveau.

## Classement et listes
La grotte Amélineau est un site classé depuis le 1er février 1990.
En 1999 un dossier de 18 sites et 24 grottes à concrétions du sud de la France est proposé pour une inscription sur la liste indicative du patrimoine mondial naturel, antichambre de la liste du patrimoine mondial,. En octobre 2001 un avis défavorable est émis par l'union internationale pour la conservation de la nature (UICN). Fin 2005, l'État français pense représenter une demande d'inscription. En 2007 le projet est retiré et l'association de valorisation des cavités françaises à concrétions (AVCFC) regroupant 23 cavités  du sud de la France est créée.